# 納希莫夫區

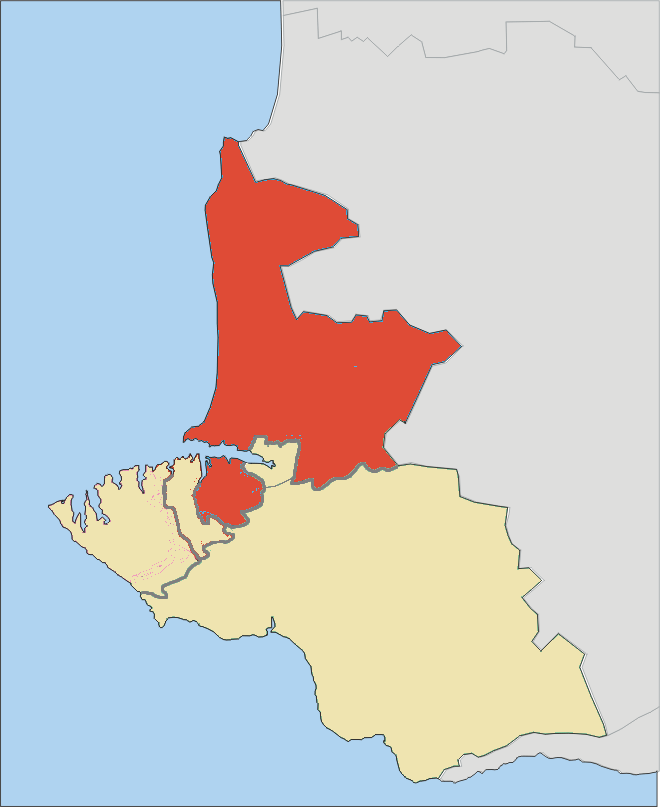
納希莫夫區在塞瓦斯托波爾的位置

44°42′N 33°36′E / 44.700°N 33.600°E
納希莫夫區（俄语：Нахимовский район）是位於克里米亞半島西南岸的一個區，由塞瓦斯托波爾負責管轄，面積233平方公里，2004年人口97,065，人口密度每平方公里416.59人。
塞瓦斯托波爾國際機場位於此區。